# Idiochlora mystica
Idiochlora mystica är en fjärilsart som beskrevs av Louis Beethoven Prout 1917. Idiochlora mystica ingår i släktet Idiochlora och familjen mätare. Inga underarter finns listade i Catalogue of Life.